# Tankred Dorst
Tankred Dorst (Sonneberg, 19 dicembre 1925 – Berlino, 1º giugno 2017) è stato uno scrittore tedesco.

## Biografia
Nel 1942 fu arruolato nell'esercito tedesco e venne presto fatto prigioniero di guerra. Rimpatriato nel 1947, si stabilì nella Repubblica Federale Tedesca, ove coltivò la sua passione per la drammaturgia.
Rifiutò un teatro totalmente astratto ed ideologico, mirando invece a rappresentare il divario tra il pensiero e l'azione e le contraddizioni sociali dell'epoca.
Compie gli studi di germanistica, storia dell'arte, scienza del teatro. È stato collaboratore di un teatro di marionette. Ha svolto attività editoriali e ha prodotto scenari per film scolastici. È autore di svariati drammi. Ha inoltre ha prodotto due libretti d'opera e curato alcune rielaborazioni e traduzioni teatrali, tra cui Il gatto con gli stivali, di Tieck e il nipote di Rameau, di Diderot

## Drammi
- Gesellschaft im Herbest (Una serata in autunno, prima esecuzione, 1960),
- Die Kurve  (la Curva, 1960)
- Freiheit fùr Clemens (libertà per Clemens, 1960)
- Große Schmährede an der Stadtmauer (grande ingiuria alle mura della città, 1961)
- Die Mohrin (La mora, 1964)
- Wittek geht um (Wittek minaccia le nostre vite, 1967)